# The Legend of Zelda (película)
La película de The Legend of Zelda es una futura adaptación cinematográfica basada en la serie homónima de Nintendo. 
La película será dirigida por Wes Ball y será producida por Ball junto a Shigeru Miyamoto, Avi Arad y Joe Hartwick Jr. Será una coproducción entre Nintendo y Sony Pictures. 
Se tiene programado su estreno para el 7 de mayo de 2027. 

## Reparto
- Benjamin Evan Ainsworth como Link
- Bo Bragason como Princesa Zelda

## Producción
Los primeros intentos para una adaptación cinematográfica de The Legend of Zelda comenzó en 2007, cuando el estudio de animación de Hong Kong: Imagi Animation Studios, que había proporcionado la animación para TMNT: Las Tortugas Ninja y Astro Boy, creó un pitch reel para una película animada por computadora de The Legend of Zelda. Sin embargo, Nintendo no aceptó la oferta del estudio debido al recuerdo del fracaso de la adaptación cinematográfica de acción real de 1993 de Super Mario Bros., sumado a que el estudio cerró a principios de 2010 debido al fracaso en taquilla de Astro Bot.
En 2013, Eiji Aonuma, productor principal de la serie de The Legend of Zelda, dijo que, si comenzaba el desarrollo de una película, la compañía querría aprovechar la oportunidad para abrazar la interacción de la audiencia de alguna manera.
En abril de 2023, tras el estreno de Super Mario Bros.: La Película en colaboración con Universal Pictures e Illumination, Shigeru Miyamoto, creador de Mario y Zelda y productor de la película, en una entrevista, confirmó que el éxito de la película abrió las puertas para crear futuras adaptaciones de los videojuegos de Nintendo a la pantalla grande, siendo una adaptación de The Legend of Zelda la más solicitada y más pedida por los fanáticos.
En junio de 2023, se dijo que Nintendo estaba cerca de cerrar un trato con Illumination y Universal Pictures para producir una adaptación cinematográfica de la franquicia luego del éxito de Super Mario Bros.: La Película,pero el director ejecutivo de Illumination, Chris Meledandri, negó estos informes más tarde ese mismo mes.
El 7 de noviembre de 2023, a través de la cuenta de Nintendo en X (Anteriormente Twitter), Shigeru Miyamoto anunció que estaba desarrollando una película de acción real de The Legend of Zelda con Sony Pictures, que cofinanciará y distribuirá la cinta en todo el mundo.Wes Ball, reconocido por su dirección de la trilogía de películas Maze Runner y Kingdom of the Planet of the Apes ha sido contratado para dirigir la película, y Shigeru Miyamoto y Avi Arad producirán junto a Ball y su socio productor Joe Hartwick Jr. a través de su compañía Oddball Entertainment. Aunque el casting no ha sido anunciado, Patricia Summersett, quien anteriormente había hecho trabajos de voz para la Princesa Zelda, dijo que le gustaría repetir su papel para el personaje.Hunter Schafer también ha expresado interés en interpretar a la Princesa Zelda.
El 28 de marzo de 2025, se anunció por medio de la aplicación de Nintendo Today que la película de The Legend of Zelda estaba programada para ser lanzada el 26 de marzo de 2027, y que sería un lanzamiento mundial. Sin embargo, el 9 de junio, nuevamente, por medio de X Miyamoto anunció que el estreno se retrasaría ligeramente para el 7 de mayo de 2027.
El 16 de julio de 2025, a través de un comunicado publicado en las cuentas oficiales de X de Nintendo, y en la app Nintendo Today, Shigeru Miyamoto anunció que Benjamin Evan Ainsworth interpretará a Link, mientras que Bo Bragason dará vida al personaje de la princesa Zelda en la película.